# Stade Rouibah Hocine
Stade Rouibah Hocine – wielofunkcyjny stadion w Dżidżalu, w Algierii. Obiekt może pomieścić 40 000 widzów. Swoje spotkania rozgrywają na nim piłkarze klubu JS Djijélienne.